# Neoseiulus peruanas
Neoseiulus peruanas är en spindeldjursart som först beskrevs av E.M. El-Banhawy 1979.  Neoseiulus peruanas ingår i släktet Neoseiulus och familjen Phytoseiidae. Inga underarter finns listade i Catalogue of Life.